# Cox-Zucker-Maschine
Die Cox-Zucker-Maschine ist im mathematischen Teilgebiet der arithmetischen Geometrie ein Algorithmus zur Beantwortung der Frage, ob eine Menge an Schnitten bis auf Torsion eine Basis der Mordell-Weil-Gruppe einer elliptischen Fläche {\displaystyle E\rightarrow \mathbb {C} P^{1}} ist. Dabei ist {\displaystyle \mathbb {C} P^{1}\cong S^{2}} die komplexe projektive Linie, welche diffeomorph zur zweidimensionalen Sphäre ist und daher auch Riemannsche Zahlenkugel genannt wird. Benannt ist der Algorithmus nach David A. Cox und Steven Zucker, die ihn im Jahr 1979 erstmals beschrieben haben. Dabei stammt die genaue Benennung jedoch von Charles Schwartz.

## Benennung
Wegen des ähnlichen Klanges wie der englische Begriff cocksucker machine gehört die Cox-Zucker-Maschine zu den bekanntesten mathematischen Witzen. Tatsächlich war es eine längere Idee von David A. Cox und Steven Zucker, die sich in ihrem ersten gemeinsamen Jahr an der Princeton University trafen, gemeinsam ein Paper für genau diesen Zweck zu schreiben. Eine Gelegenheit dazu bot sich ihnen fünf Jahre später an der Rutgers University. Nach dem Tod von Steven Zucker erzählte David A. Cox: „Einige Wochen nachdem wir uns getroffen haben, erkannten wir, dass wir unbedingt ein Paper zusammen schreiben müssen, da die Kombination unserer Nachnamen in der üblichen alphabetischen Reihenfolge seltsam obszön ist.“ („A few weeks after we met, we realized that we had to write a joint paper because the combination of our last names, in the usual alphabetical order, is remarkably obscene.“)